# Oreovica (Žabari)
Pour les articles homonymes, voir Oreovica.
Oreovica (en serbe cyrillique : Ореовица) est un village de Serbie situé dans la municipalité de Žabari, district de Braničevo. Au recensement de 2011, il comptait 701 habitants.

## Géographie
Oreovica se trouve à 8 km au nord de Zabari, à 182 m d'altitude. Il est situé dans la vallée de la Morava. À l’est, s'élève la colline Dubravica (256 m) et au nord la colline Kotoniste (214 m). Le territoire du village couvre une superficie de 2 035 ha.
Le village est densément peuplé et il a la forme d’un triangle. Les maisons les plus récentes sont situées sur la route Požarevac-Žabari-Svilajnac.

## Histoire
Au XVIIIe siècle, le village portait le nom de Kulimirovo. Entre 1718 et 1739, après la guerre austro-turque de 1716-1718, des habitants arrivèrent dans la localité, descendant de Stanimir Mihajlovic ; dans le village, ils trouvèrent seulement quelques cabanes rudimentaires. Au milieu du XVIIIe siècle, le village fut rasé pour punir ses habitants qui avaient tué un Turc ; la population du village se dispersa alors entre Krnjevo, Simićevo et dans la région de l'actuel Staro Selo qui se trouve entre Kulica et Nevadice.
En 1821, après le premier et le second soulèvement serbe contre les Turcs, le village, reconstruit un peu à l'écart de son ancien emplacement, fut doté d'une église dédiée à la Dormition de la Mère de Dieu. En 1890, une école y ouvrit ses portes.
Il y a deux versions sur l'origine du nom de ce village, toutes deux répandues dans la population locale. Selon les uns, Oreovica devrait son nom aux noyers, en serbe orah, qui étaient plantés dans ses rues. Une autre histoire prétend que lors d'une épidémie de peste deux frères auraient labouré la terre pour défendre la population contre la maladie ; en serbe, labourer se dit orati.

## Démographie

### Évolution historique de la population
| 1948  | 1953  | 1961  | 1971  | 1981  | 1991  | 2002 | 2011 |
| ----- | ----- | ----- | ----- | ----- | ----- | ---- | ---- |
| 2 012 | 1 969 | 1 797 | 1 538 | 1 406 | 1 116 | 862  | 701  |

|  |

## Personnalités
Le poète Vojislav Ilić Mlađi est né dans le village.